# Traité sur l'Antarctique
 Voir le traité sur Wikisource
Traité naval de Londres (1930) Traité d'interdiction partielle des essais nucléaires (1963)
Le traité sur l’Antarctique, signé le 1er décembre 1959 à Washington, D.C. aux États-Unis et en vigueur depuis le 23 juin 1961, réglemente les relations entre les États signataires en ce qui a trait à l’Antarctique. Le traité s’applique aux territoires, incluant les plates-formes glaciaires, situés au sud du 60e parallèle sud.
Les signataires initiaux (pays signataires) du traité furent l’Afrique du Sud, l’Argentine, l’Australie, la Belgique, le Chili, les États-Unis, la France, le Japon, la Norvège, la Nouvelle-Zélande, le Royaume-Uni et l’URSS (repris par la Russie). Cependant, n’importe quel membre des Nations unies ou autre État invité par la totalité des signataires peut s’y joindre. Plusieurs États ont ainsi adhéré au traité depuis sa signature.

## Genèse
Lors de l'année géophysique internationale, période allant du 1er juillet 1957 au 31 décembre 1958, douze pays intéressés par l'Antarctique réalisèrent de très nombreuses observations géophysiques en installant quarante bases sur le continent et vingt bases sur les îles antarctiques et sub-antarctiques. Il apparut très vite nécessaire de créer un cadre réglementaire concernant le continent et les recherches qui s'y déroulent.

## Caractéristiques

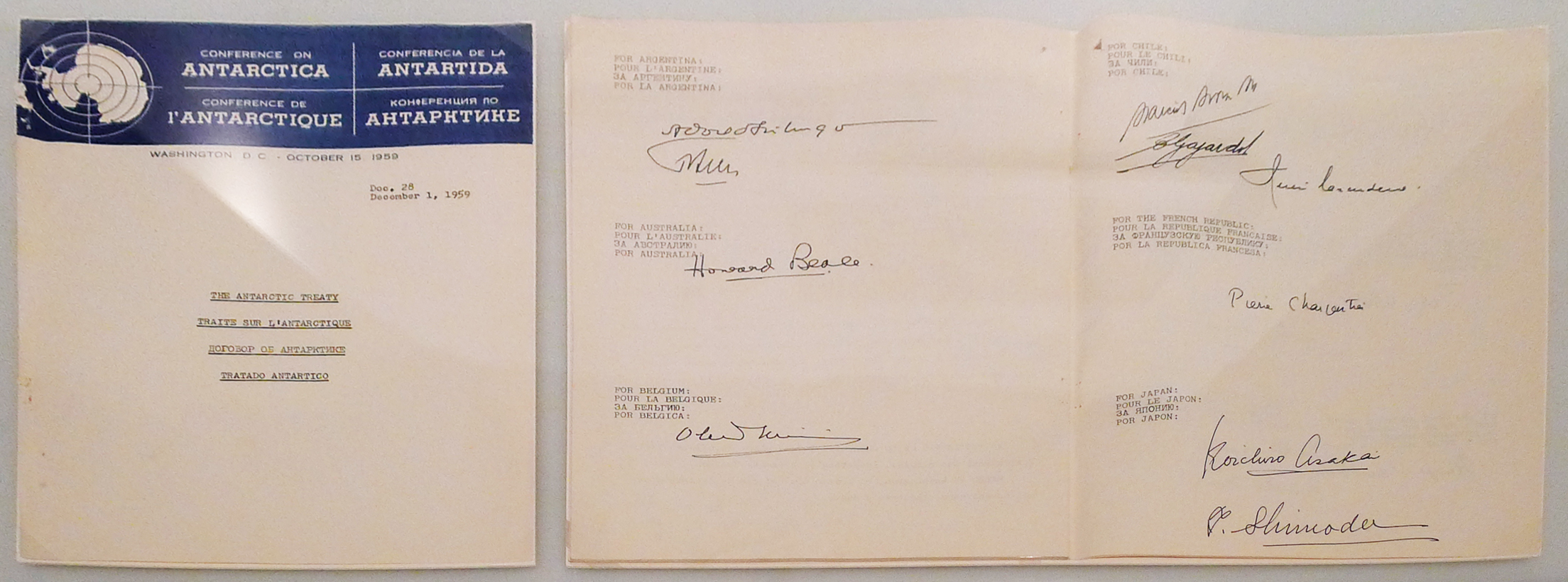
Le traité original de 1959.

L’objectif principal du traité est de s’assurer dans l’intérêt de toute l’humanité que l’Antarctique continuera à être employé exclusivement à des fins pacifiques et ne deviendra ni le théâtre ni l’enjeu de différends internationaux.
Le traité fait provisoirement taire les revendications territoriales des signataires sur l'Antarctique. En aucun cas, le traité ne signifie la renonciation d'un État à ses droits ou revendications de souveraineté sur le continent. Seules les activités pacifiques sont autorisées en Antarctique. Le traité établit un cadre d'échange d'information, de personnel scientifique, d'observations et de données concernant les activités réalisées par les signataires sur le continent. Toute mesure de nature militaire et non pacifique y est interdite. Ainsi, l'usage des bases à des fins militaires est prohibé. La réalisation d'essais nucléaires est prohibée, tout comme « l’élimination » (dépôt) de déchets radioactifs.
Il existe un système d'inspection ouvert à toutes les parties au traité. Les observateurs peuvent se rendre dans toute station ou tout lieu de l'Antarctique (dans toutes les terres émergées ou zones glaciaires au sud du 60e degré de latitude sud) pour vérifier que les activités humaines sont menées conformément aux principes du traité sur l'Antarctique ; toutefois, cela n’inclut pas les zones de haute mer, non concernées par le traité, où les États sont autorisés à exercer leur autorité selon le droit international.
Les parties consultatives du traité sur l'Antarctique se réunissent annuellement. Les réunions ont été bisannuelles de 1961 à 1991, elles sont depuis annuelles. La dernière a eu lieu du 23 juin au 3 juillet 2025 à Milan en Italie. La prochaine aura lieu du 11 mai au 21 mai 2026 à  Hiroshima au Japon.

## Parties signataires

Carte des stations scientifiques et des revendications territoriales en Antarctique (2002).

De 1959 à 2024, cinquante-huit parties ont ratifié le traité sur l’Antarctique : le dernier pays signataire sont les Émirats arabes unis le 11 décembre 2024. Toutes ne bénéficient pas du même statut. Certaines sont considérées comme des « parties consultatives » et ont, à ce titre, un droit de vote aux réunions des parties consultatives (les réunions consultatives au traité sur l’Antarctique, RCTA). D’autres sont considérées comme des « parties non consultatives » : elles n’ont pas droit de vote aux RCTA, mais peuvent y être présentes (droit de parole, mais pas de droit de vote).
Le groupe des vingt-neuf parties consultatives comprend les douze États qui ont signé le traité sur l’Antarctique le 1er décembre 1959, et l’ont ratifié pour son entrée en vigueur le 23 juin 1961. Il comprend également d’autres États qui ont acquis le statut de partie consultative après avoir démontré l’intérêt qu’ils portent à l’Antarctique en y menant des activités substantielles de recherche scientifique telles que l’établissement d’une station ou l’envoi d’une expédition :
- douze parties consultatives originelles : Afrique du Sud, Argentine, Australie, Belgique, Chili, États-Unis, France, Japon, Norvège, Nouvelle-Zélande, URSS (successeur actuel : Russie), Royaume-Uni, signataires le 1er décembre 1959, ratifications entrées en vigueur le 23 juin 1961 ;
- dix-sept autres parties consultatives adhérentes (classées dans l’ordre des ratifications) : Pologne 23 juin 1961, Tchéquie 14 juin 1962 (alors Tchécoslovaquie, le pays devient partie consultative le 1er avril 2014), Pays-Bas 30 mars 1967, Brésil 16 mai 1975, Corée du Sud 28 novembre 1976, Bulgarie 11 septembre 1978, Allemagne (initialement en l’absence de la RDA avant la réunification) 5 février 1979, Uruguay 11 janvier 1980, Italie 18 mars 1981, Pérou 10 avril 1981, Espagne 31 mars 1982, Chine 8 juin 1983, Inde 19 août 1983, Finlande 15 mai 1984, Suède 24 avril 1984, Équateur 15 septembre 1987, Ukraine 28 octobre 1992
- vingt-neuf parties non consultatives (classées dans l’ordre des ratifications) : Danemark 20 mai 1965, Roumanie 15 septembre 1971, Papouasie-Nouvelle-Guinée 16 mars 1981, Hongrie 27 janvier 1984, Cuba 16 août 1984, Grèce 8 janvier 1987, Corée du Nord 21 janvier 1987, Autriche 25 août 1987, Canada 4 mai 1988, Colombie 31 janvier 1989, Suisse 15 novembre 1990, Guatemala 31 juillet 1991, Slovaquie 1er janvier 1993, Turquie 24 janvier 1996, Venezuela 24 mars 1999, Estonie 17 mai 2001, Biélorussie 27 décembre 2006, Monaco 30 mai 2008, Portugal 29 janvier 2010, Malaisie 31 octobre 2011, Pakistan 1er mars 2012, Kazakhstan 27 janvier 2015, Mongolie 23 mars 2015, Islande 13 octobre 2015, Slovénie 22 avril 2019, Costa Rica 11 août 2022[14], Saint-Marin 14 février 2023[15], Arabie saoudite 22 mai 2024[16],[17], Émirats arabes unis 11 décembre 2024[18],[19].

## Conventions liées
- Convention sur la protection des phoques de l'Antarctique, de 1972 (entrée en vigueur en 1978).
- Convention sur la conservation de la faune et la flore marines de l'Antarctique, de 1980 (entrée en vigueur en 1982).
- Convention pour la réglementation des activités sur les ressources minérales antarctiques, de 1988. Cette convention n'est jamais entrée en vigueur en raison du refus par certains États dont la France[20] et l'Australie de la ratifier : ils estiment que ce traité ne permet pas de concilier suffisamment exploitation des ressources minérales et protection de l'environnement. Elle conduit à l'adoption du protocole de Madrid en 1991.
- Protocole au traité sur l'Antarctique relatif à la protection de l'environnement en Antarctique, de 1991, entré en vigueur en 1998 (ou protocole de Madrid) qui donne un volet environnemental au traité. L'Antarctique devient une réserve naturelle consacrée à la paix et à la science. Un Comité pour la protection de l'environnement est créé. Il est chargé de promouvoir les mesures et les recommandations visant à protéger l'environnement et ainsi diminuer l'impact environnemental des activités humaines en Antarctique.